# NGC 4889
NGC 4889（Caldwell 35）は、かみのけ座にあるクラス4の超巨大楕円銀河である。視等級は11.3等で、かみのけ座銀河団の中で最も明るい。近くには裸眼で見えるG型主系列星かみのけ座β星や同じ銀河団のNGC 4874、銀河北極がある。地球からは約3億800万光年離れている。銀河団の大部分は約7,000km/sで後退しているが、NGC 4889自体は6,495km/sで後退している。
NGC 4889内には、2011年12月時点で直接観測された最も大きいブラックホールが存在する。このブラックホールの質量は、太陽質量の60億から370億倍、恐らく約210億倍と推定されている。これはOJ 287の180億倍よりも重いが、それと比べると数値の幅が大きい。
誤ってNGC 4884としても2重に登録されている。